# Relaciones Baréin-Chile
Las relaciones Baréin-Chile son las relaciones internacionales entre el Reino de Baréin y la República de Chile.
Respecto a las relaciones políticas entre ambos países, en 2015 comenzó la negociación de un Memorándum de Entendimiento sobre Consultas Políticas entre Chile y Baréin.
En materia económica, el intercambio comercial entre ambos países ascendió a los 95 millones de dólares estadounidenses en 2016, representando un crecimiento del 12% durante los últimos cinco años. Los principales productos exportados por Chile a Baréin fueron minerales de hierro, madera de pino y manzanas, mientras que Baréin mayoritariamente exporta al país sudamericano metanol y cascos de seguridad.

## Misiones diplomáticas
- La embajada de Baréin en Estados Unidos concurre con representación diplomática a Chile.
- La embajada de Chile en los Emiratos Árabes Unidos concurre con representación diplomática a Baréin.